# Weinbau in Rumänien

Klimazonen in Rumänien

Der Weinbau in Rumänien hat eine über 6000 Jahre lange Tradition.

## Geschichte
Archäologische Befunde zeigen, dass die Einwohner des heutigen Rumäniens vor 6000 Jahren die Technik der Weinerzeugung und Weinlagerung kannten. Damit zählt das Gebiet zu den ältesten Weinbauländern in Europa. So berichtete schon Herodot vom Weinhandel an der Schwarzmeerküste in der heutigen Dobrudscha. Deutsche Siedler, die Siebenbürger Sachsen, beeinflussten bereits im 12. Jahrhundert den Weinbau in Transsilvanien. Im 18. Jahrhundert brachte die österreichische Königin Maria Theresia dann die heute sogenannten Banater Schwaben ins Land, die den Weinbau stärkten und wesentlich zur Entwicklung des rumänischen Weinbaus beitrugen. Nach 1948 wurde ein Großteil der Weingüter verstaatlicht, davon sind heute noch rund 16 % im Staatsbesitz. Infolge der Privatisierungswelle nach dem politischen Umbruch entstanden zahlreiche Klein- und Kleinstbesitzer.

## Klima
Rumänien gehört prinzipiell zur gemäßigten Klimazone im Bereich der Westwindzone und liegt auf demselben Breitengrad wie Frankreich. Durch die natürliche Barriere der Karpaten unterscheiden sich die einzelnen Landesteile allerdings klimatisch voneinander. Siebenbürgen (westlich der Karpaten) ist noch vom maritimen Klima der atlantischen Winde geprägt. Die Karpaten verhindern jedoch, dass diese den Osten und Süden des Landes erreichen. In Moldau (östlich der Karpaten) herrscht ein kontinentales Klima vor. Diese Region ist kalten Luftströmen aus der Ukraine ausgesetzt. In der Walachei (südlich der Karpaten) existieren mediterrane Einflüsse, sowie in stärkerem Ausmaß in der Dobrudscha. 
Die jährlichen Durchschnittstemperaturen variieren innerhalb Rumäniens trotz der strengen Winter zwischen 11 °C im Süden und 8 °C im Norden. Die Temperatur während der Vegetationszeit der Reben ist somit vergleichsweise hoch.

## Weinbauregionen in Rumänien

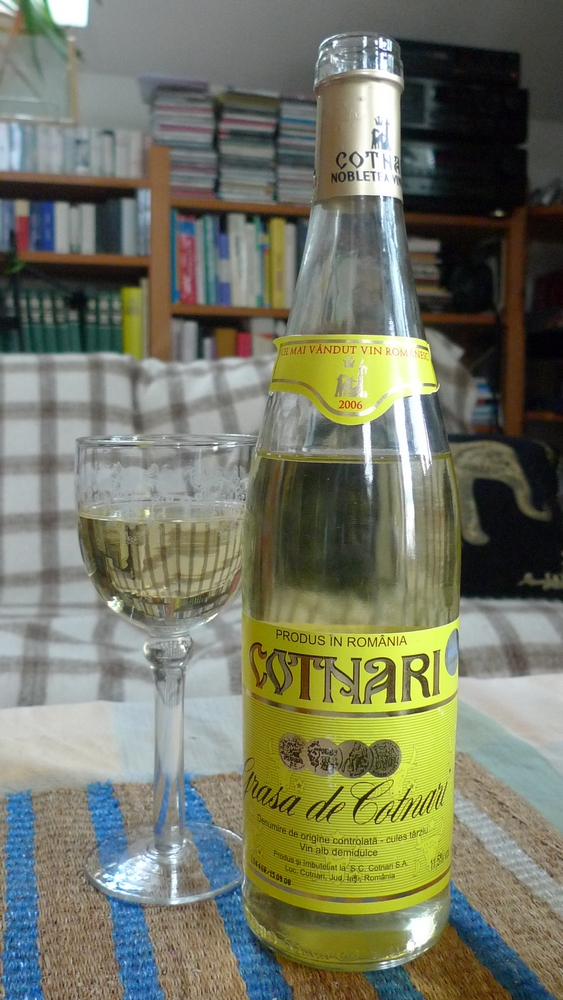
Grasă de Cotnari aus Moldau

Die drei wichtigsten Regionen sind Moldova, Muntenia und Oltenia. In ihnen werden 79 Prozent des gesamten rumänischen Weines erzeugt.
- Moldova (Moldau): ist das größte rumänische Weinbaugebiet. Dieses Gebiet, das im Laufe des Mittelalters das Kerngebiet des Fürstentums Moldau war, weist viele Parallelen mit dem Weinbau in der Republik Moldau auf. Der bekannteste Wein des Landes, Grasă de Cotnari wird im Osten dieser Region bei Cotnari angebaut. Im Süden der Region liegen die Weinbaugebiete Panciu und Odobești.
- Walachei
  - Muntenia (Große Walachei): vorwiegend Rotwein. Die besten Weinlagen liegen an den südlichen Ausläufer des Karpatenvorlandes. Große Weinbaugebiete sind in Dealu Mare (im Kreis Buzău), Târgoviște.
  - Oltenia (Kleine Walachei): interessante liebliche Rotweine und lieblich bis süße Weißweine. Weinbaugebiet: Drăgășani (im zentralöstlichen Teil der Kleinen Walachei).
- Transsilvanien (Siebenbürgen): hauptsächlich Weißwein; aus dieser Region kommen die besten Weißweine mit fruchtig milden Aroma. Weinbaugebiet: Jidvei (deutsch: Seiden) und östlich von Alba Iulia, aber auch in der Umgebung von Bistrița.
- Dobrogea (Dobrudscha): Weiß- und Rotwein mit dem bekannten Dessertwein Murfatlar.
- Banat: vorwiegend Rotweine (manche auch nach donauschwäbischer Tradition) in Teremia Mare und Recaș
- Crișana (Kreischgebiet): Rot- und Weißwein. Weinbaugebiete: Pâncota und Miniș (liegen östlich von Arad)

## Rebsorten

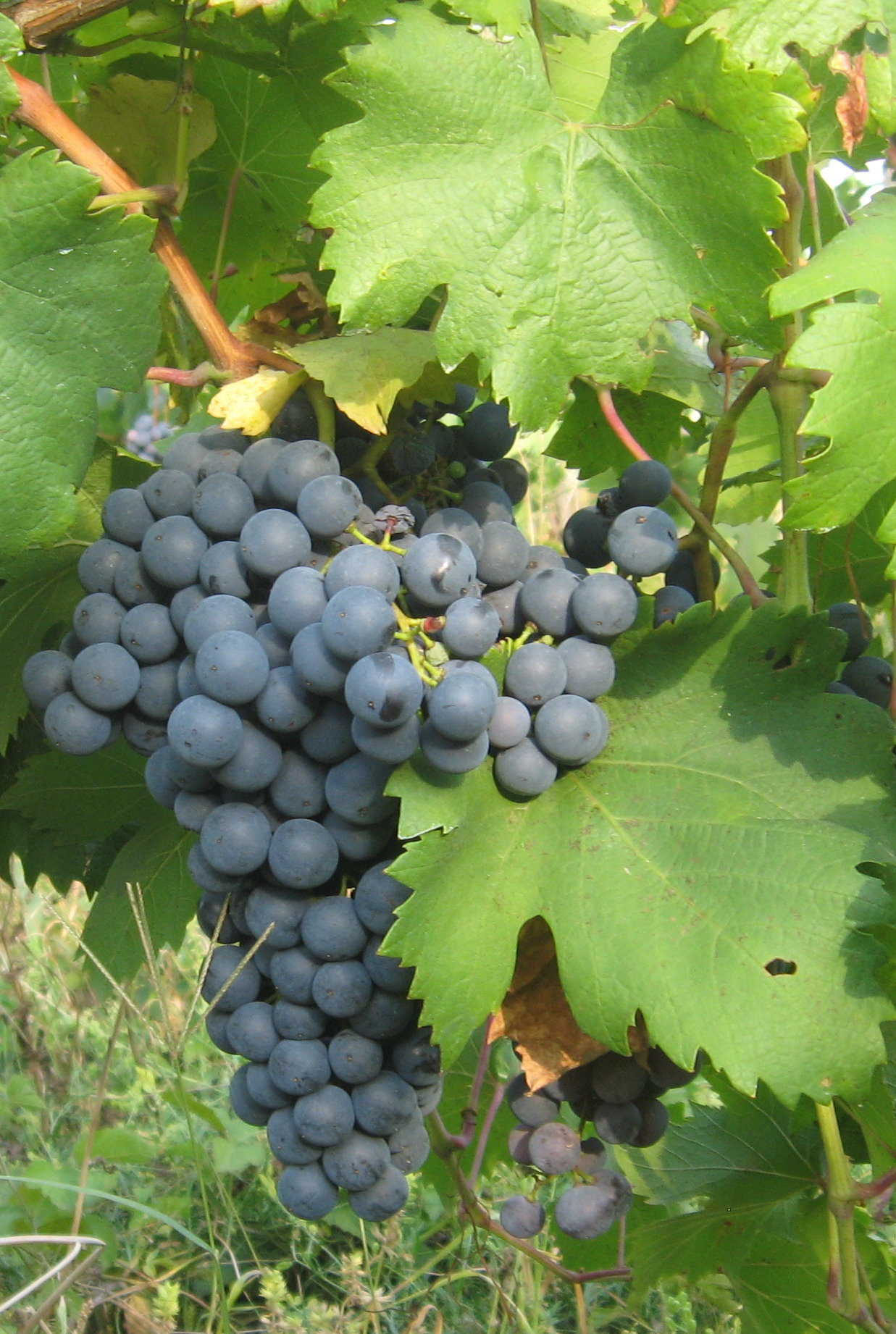
Băbească Neagră

Viele Rebsorten haben hier ihren Ursprung und es herrscht eine große Rebenvielfalt. Etwa drei Viertel der ungefähr 250.000 ha Rebenfläche entfallen auf weiße Rebenkulturen.

### Weißweinsorten
- Rumänische Herkunft: Silvaner, Fetească Albă (Weiße Mädchentraube), Fetească Regală (Königsast), Frâncușă (ein trockener Weißwein, der in Cotnari angebaut wird), Grasă de Cotnari, Tămâioasă Românească, Crâmpoșie, Zghihară de Huși, Șarbă, Plăvaie, Mustoasă de Măderat
- Ausländische Herkunft: Chardonnay, Traminer, Muskat-Ottonel, und Pinot Gris

### Rotweinsorten
- Rumänische Herkunft: Băbească Neagră, Fetească Neagră (Schwarze Mädchentraube), Busuioacă de Bohotin, Negru de Drăgășani
- Ausländische Herkunft: Cabernet Sauvignon, Merlot, Pinot Noir und Syrah

## Qualitätsklassen
1972 führte Rumänien eine neue Richtlinie ein, die stark den westlichen Ländern gleicht.
- Vin de masă = Tischwein (unter 9,5 % Volumenprozent tatsächlicher Alkoholgehalt)
- Vin de regiune superioră = gehobener Tischwein (über 9,5 % Vol)
- Vin cu denumire de origine controlată (DOC) = Qualitätsweine aus einem bestimmten Anbaugebiet mit kontrollierter Herkunft. Die Rebsorten müssen aus der Spezies Vitis vinifera stammen. Der tatsächliche Alkoholgehalt muss mindestens 10 % Vol betragen.
- DOC și trepte de Calitate (DOCC) = gehobener Qualitätswein mit kontrollierter Herkunft

### Sonderklassifikationen
Diese werden zusätzlich zu DOC und DOCC vergeben
- Cules la maturitatea deplină (CMD) = Vollreife Trauben mit mindestens 190 g/l Zucker
- Cules târziu (CMD CT) = Spätlese mit mindestens 220 g/l Zucker
- Cules la înobilarea boabelor (CMD CIB) = Beerenauslese mit mindestens 240 g/l Zucker
- Cules la stafidarea boabelor (CMD CSB) = Trockenbeerenauslese mit mindestens 260 g/l Zucker

## Weinbaupolitik
Politische und berufsständische Vertreter der Versammlung der Weinbauregionen Europas (AREV) trafen sich am 4. September 2007 in Alba Iulia, um Punkt für Punkt eine Antwort auf die Vorschläge der Kommission zur Weinmarktreform auszuarbeiten (siehe auch Mainzer Resolution).